# جون بي. كيني
جون بي. كيني (بالإنجليزية: John B. Keane)‏ (21 يوليو 1928 في جمهورية أيرلندا - 30 مايو 2002 في جمهورية أيرلندا)؛ مؤلِّف، كاتب مسرحي وروائي أيرلندي.

## روابط خارجية
- جون بي. كيني على موقع IMDb (الإنجليزية)